# Temple du Bas (Neuchâtel)

Temple du Bas, 1831 der deutschsprachigen Gemeinde überlassen, daher seinerzeit Église allemande genannt

Der Temple du Bas (auch Temple Neuf) ist ein barockes Kirchengebäude der Église réformée évangélique du canton de Neuchâtel in der Altstadt von Neuchâtel in der Schweiz.

## Geschichte
Die Kirche entstand in einem Zeitalter vermehrter Zuwanderung von Hugenotten aus dem Royaume de la France. Der Architekt Joseph Humbert-Droz ließ sich für den Bau dieser Kirche von der hugenottischen Architektur der Martinskirche in Montbéliard inspirieren. Der Bau wurde 1695–1697 errichtet und bereits 1703 um einen Chor mit Empore erweitert.

## Beschreibung
Die Fassaden sind zweigeschossig gestaltet, wobei das untere Geschoss die Portale und kleine Oculi aufweist. Das darüberliegende Geschoss wird durch Rundbogenfenster geprägt. Auf dem Walmdach sitzt ein barocker Dachreiter, wie er im 18. Jahrhundert im Gebiet der heutigen Romandie öfters auftritt. Der schlichte Rechtecksaal enthielt einst eine winkelhakenförmige Empore. Der Gabentisch befand sich unter der Orgelempore im Chor, die Kanzel auf der Mittelachse der Längsseite.
Heute wird die Kirche vornehmlich als Konzertsaal verwendet und wurde entsprechend zum längsgerichteten Saal umgebaut. Die Empore auf der Längsseite wurde abgebrochen und stattdessen wurde eine Empore auf der Schmalseite eingebaut, unter der sich ein Foyer befindet.